# Verwaltung des ehemaligen Reichsbahnvermögens
Der Verwaltung des ehemaligen Reichsbahnvermögens (VdeR) unterstanden ab 1953 alle Anlagen und Liegenschaften der Deutschen Reichsbahn in den Berliner Westsektoren, die nicht dem unmittelbaren Betrieb der Eisenbahn und der Berliner S-Bahn dienten. Dazu gehörten Lagerflächen, Kleingartenkolonien (Eisenbahnlandwirtschaft), Gebäude und Wohnhäuser. Der Vorläufer der VdeR („Verwaltung des Finanzamtes für Liegenschaften des Senates“) wurde nach der Berliner Blockade und dem darauf folgenden Berliner S-Bahnstreik 1949 auf Anordnung der Westalliierten eingerichtet. Damit hatte die Reichsbahn nur noch die Betriebsrechte in West-Berlin inne.

## Vorgeschichte
Mit dem Ende des Zweiten Weltkriegs wurde im gesamten Deutschland die Sondervermögen des Reiches, so auch die Deutsche Reichsbahn, von den Alliierten in ihren jeweiligen Zonen beschlagnahmt. In der sowjetischen Besatzungszone wurde mit dem Befehl Nummer 8 der SMAD die Reichsbahn in deutsche Hände übergeben. Aus Praktikabilitätserwägungen erkannten die Westalliierten die Reichsbahn-Betriebsführung – aber nicht Eigentumsrechte – in West-Berlin an. Am 31. Mai 1949 verfügten die Westalliierten, dass Eigentümer von Grundstücken in den Westsektoren, die nicht dort wohnten oder dort ihren Sitz hatten, ein Konto bei einer Bank in den Westsektoren einzurichten hatten, über das sie nur mit der Zustimmung der neu geschaffenen Währungsüberwachungsstelle verfügen durften. Die Deutsche Reichsbahn ignorierte die Verordnung der Westalliierten, so dass im Oktober 1949 die Finanzabteilung für Liegenschaften des Senats mit der Verwaltung beauftragt wurde. Die Regierung der DDR ordnete an, dass die Reichsbahn auf die Zwangsverwaltung keine Reaktion zeigen solle. Nach Meinung der DDR-Regierung gehörte die Reichsbahn in West-Berlin zur DDR und unterlag den in DDR gültigen Rechtsnormen und Gesetzen.
Am 15. Oktober 1953 wurde die Verwaltung der neu gegründeten „Verwaltung des ehemaligen Reichsbahnvermögens (Vorratsvermögen)“ übertragen. Die Anlagen standen aber weiterhin – soweit sie nicht dem Betrieb dienten – unter alliiertem Vorbehaltsrecht. In den Grundbüchern war bis zur deutschen Wiedervereinigung als Eigentümer „Deutsches Reich, Sondervermögen Deutsche Reichsbahn“ eingetragen.

## Aufbau und Arbeit der VdeR
Die Dienststelle am Halleschen Ufer (gegenüber dem von der Reichsbahn genutzten Dienstgebäude der Königlichen Eisenbahndirektion Berlin) war formal dem Berliner Finanzsenator als Abteilung E unterstellt, de facto war sie ein Außenposten der Deutschen Bundesbahn, die auch das Personal stellte. Alle Pacht- und Mieteinnahmen aus dem Reichsbahnvermögen flossen der VdeR zu. Allerdings waren der VdeR dort Grenzen gesetzt, wo Mieter und Pächter von Grundflächen auf Strom- und Wasserlieferungen der DR angewiesen waren und mit ihr darüber einen Vertrag schließen mussten. Anderenfalls wurde die Lieferung aus „technischen Gründen“ eingestellt. Dies musste die VdeR dann stillschweigend hinnehmen.
In der Anfangszeit konnten VdeR-Mitarbeiter nur unter West-Berliner Polizeischutz auf die Bahnanlagen der Reichsbahn, weil die DDR immer wieder versuchte, in West-Berlin Hoheitsrechte durchzusetzen. Nach deren Auffassung sollten die Bahnanlagen in West-Berlin Territorium der DDR gewesen sein. Diesem Anspruch ist stets von alliierter und West-Seite entgegengetreten worden, teilweise sogar unter Anwendung von Gewalt. Erst 1984 mit der Übernahme der S-Bahn-Betriebsrechte in West-Berlin durch den Senat entspannte sich das Verhältnis zwischen VdeR und DR merklich.
Nach Schätzungen des DDR-Verkehrsministeriums beliefen sich die Einnahmen aus dem VdeR-Vermögen in der Zeit von 1949 bis 1983 auf circa 400 Millionen DM bei gleichzeitig rund 125 Millionen DM Ausgaben. Dabei ging das Verkehrsministerium für die Mitte der 1980er Jahre von folgendem Umfang des Vermögens aus:
- 798 Lagerplätze mit einer Nutzfläche von rund 1,2 Millionen Quadratmetern
- 194 Lagerräume und Lagerrampen mit etwa 51.000 Quadratmetern Nutzfläche
- 10 Güterhallen mit circa 80.000 Quadratmetern Nutzfläche
- 233 Stadtbahnbögen mit 31.000 Quadratmetern Nutzfläche
- Grundstücke mit einer Fläche von rund 170.000 Quadratmetern, die durch Anschlussbahnen genutzt wurden.
- Kleingärten mit einer Fläche von etwa 930.000 Quadratmetern
- 2.770 Dienstwohnungen mit circa 140.000 Quadratmetern
- Umsatzpacht von 259 Nebenbetrieben wie Kiosken oder Gaststätten in Bahnhöfen sowie weitere Einnahmen aus der Vermietung von Werbeflächen oder der Gestattung von Automatenaufstellungen

Bei vielen Bahnhofsneubauten, wie 1960 am S-Bahnhof Halensee, beteiligte sich die VdeR als direkter Zuschussgeber oder gab selbst Anbauten im Auftrag, wie die Terrassen am Bahnhof Zoo in den 1950er Jahren. Auch nach der Übergabe der Betriebsrechte der West-Berliner S-Bahn von der Deutschen Reichsbahn auf den Senat und die BVG am 9. Januar 1984 engagierte sich die VdeR finanziell bei Bahnhofsrenovierungen und Neubauten.

## Auflösung
Die VdeR wurde mit der deutschen Wiedervereinigung und dem damit einhergehenden Wegfall des alliierten Vorbehalts Sondervermögen des Bundes. Mit der Deutschen Reichsbahn wurde die VdeR zum Sondervermögen Deutsche Reichsbahn laut Einigungsvertrag 1990 zusammengefasst.
Das nicht betrieblichen Zwecken von BVG (S-Bahn) oder Deutscher Reichsbahn dienende ehemalige Reichsbahnvermögen (Vorratsvermögen) in Berlin (West) verwaltete die Verwaltungsstelle des ehemaligen Reichsbahnvermögens vorerst weiter.
Laut Eisenbahnneuordnungsgesetz wurden die Sondervermögen Bundesbahn und Reichsbahn am 1. Januar 1994 zum Bundeseisenbahnvermögen endgültig zusammengefasst. Durch Ausgliedern nur jener unternehmerischen Teile aus dem Bundeseisenbahnvermögen, die zum Erbringen von Eisenbahnverkehrsleistungen und zum Betreiben der Eisenbahninfrastruktur notwendig waren, entstand die Deutsche Bahn AG.